# Gare de Port Huron
La gare de Port Huron est une gare ferroviaire des États-Unis située à Port Huron dans l'État du Michigan.

## Situation ferroviaire
C'est le terminus de la ligne du Blue Water venant de Chicago.

## Histoire
Elle est mise en service en 1979.

## Service des voyageurs

### Desserte
- Ligne d'Amtrak :
  - Le Blue Water : Chicago - Port Huron.

La desserte de la gare est de un train par jour dans chaque direction pour le Blue Water et de trois trains pour le Wolverine.